# Archisepsis polychaeta
Archisepsis polychaeta är en tvåvingeart som beskrevs av Ozerov 1993. Archisepsis polychaeta ingår i släktet Archisepsis och familjen svängflugor. Inga underarter finns listade i Catalogue of Life.